# Ip (Linux)
ip – polecenie do konfiguracji interfejsów sieciowych, tablic tras czy tuneli w systemach operacyjnych Linux. W pełni wspiera protokoły IPv4 i IPv6, działa też z gniazdami BSD. Polecenie wchodzi w skład pakietu Iproute2 – narzędzi do zarządzania siecią i kontroli ruchu sieciowego (QoS) w systemach Linux. Iproute2 zastępuje starsze narzędzia ifconfig czy route jeszcze zachowane w dystrybucjach dla kompatybilności.

## Przykłady użycia
- Informacje o adresach interfejsów sieciowych:

```
# ip addr
```

- Wyłączenie interfejsu eth0:

```
# ip link set eth0 down
```

- Wyświetlenie tras:

```
# ip route
```